# Philip Haagdoren
Philip Haagdoren (Lommel, 25 giugno 1970) è un allenatore di calcio ed ex calciatore belga, di ruolo centrocampista.

## Palmarès

### Giocatore

#### Club

##### Competizioni nazionali
- Campionato belga di seconda divisione: 1

KFC Lommel: 1991-1992
- Campionato belga: 3

Anderlecht: 1993-1994, 1994-1995
Lierse: 1996-1997
- Coppa del Belgio: 1

Anderlecht: 1993-1994
- Supercoppa del Belgio: 3

Anderlecht: 1993, 1995
Lierse: 1997